# Bahnstrecke Dürrröhrsdorf–Weißig
| Ausschnitt der Streckenkarte Sachsen von 1902 |                      |                                     |                             |
| Streckennummer: | 6600; sä. NWg        |                                     |                             |
| Kursbuchstrecke: | 165b (1951)          |                                     |                             |
| Streckenlänge: | 14,686 km            |                                     |                             |
| Spurweite: | 1435 mm (Normalspur) |                                     |                             |
| Maximale Neigung: | 29 ‰                 |                                     |                             |
| Minimaler Radius: | 155 m                |                                     |                             |
| |                      |                                     |                             |
| \| \| \| von Neustadt (Sachs) \| \| \| \| \| von Kamenz (Sachs) \| \| \| \| 16,065 \| Dürrröhrsdorf (Inselbahnhof) \| 241 m \| \| \| \| nach Pirna \| \| \| \| 17,513 \| Viadukt Porschendorf (83 m) \| Viadukt Porschendorf (83 m) \| \| \| 17,713 \| Porschendorf (b Lohmen) \| 210 m \| \| \| 21,087 \| Wünschendorf (b Lohmen) \| 251 m \| \| \| 22,804 \| Eschdorf \| 272 m \| \| \| 24,200 \| Schullwitz-Eschdorf \| 289 m \| \| \| 26,687 \| Schönfeld (b Dresden) \| 302 m \| \| \| 27,931 \| Cunnersdorf (b Helfenberg) \| 275 m \| \| \| 30,751 \| Weißig-Bühlau \| 265 m \| \| \| \| (Anschluss an Dresdner Straßenbahn) \| \| \| \| \| \| \| \| Quellen: [1][2] \| \| \| \| |                      |                                     |                             |
| Strecke |                      | von Neustadt (Sachs)                | von Neustadt (Sachs)        |
| Abzweig geradeaus und ehemals von rechts |                      | von Kamenz (Sachs)                  | von Kamenz (Sachs)          |
| Bahnhof | 16,065               | Dürrröhrsdorf (Inselbahnhof)        | 241 m                       |
| Abzweig ehemals geradeaus und nach links |                      | nach Pirna                          | nach Pirna                  |
| Brücke (Strecke außer Betrieb) | 17,513               | Viadukt Porschendorf (83 m)         | Viadukt Porschendorf (83 m) |
| Haltepunkt / Haltestelle (Strecke außer Betrieb) | 17,713               | Porschendorf (b Lohmen)             | 210 m                       |
| Haltepunkt / Haltestelle (Strecke außer Betrieb) | 21,087               | Wünschendorf (b Lohmen)             | 251 m                       |
| Haltepunkt / Haltestelle (Strecke außer Betrieb) | 22,804               | Eschdorf                            | 272 m                       |
| Haltepunkt / Haltestelle (Strecke außer Betrieb) | 24,200               | Schullwitz-Eschdorf                 | 289 m                       |
| Haltepunkt / Haltestelle (Strecke außer Betrieb) | 26,687               | Schönfeld (b Dresden)               | 302 m                       |
| Haltepunkt / Haltestelle (Strecke außer Betrieb) | 27,931               | Cunnersdorf (b Helfenberg)          | 275 m                       |
| Kopfbahnhof Streckenende (Strecke außer Betrieb) | 30,751               | Weißig-Bühlau                       | 265 m                       |
| |                      | (Anschluss an Dresdner Straßenbahn) |                             |
| |                      |                                     |                             |
| Quellen: |                      |                                     |                             |

Die Bahnstrecke Dürrröhrsdorf–Weißig war eine Nebenbahn in Sachsen. Sie begann in Dürrröhrsdorf und führte durch das Schönfelder Hochland nach Weißig. Die Strecke wurde 1951 stillgelegt.

## Geschichte

### Vorgeschichte und Bau
Ende des 19. Jahrhunderts forderten auch die Dörfer des Schönfelder Hochlandes eine Eisenbahn. Bereits 1880 gründete sich ein Eisenbahnkomitee, welches vehement eine Strecke von Dresden über Bühlau und Weißig nach Dürrröhrsdorf einforderte. Ab 1893 wurde das Projekt einer meterspurigen Schmalspurbahn ausgearbeitet, die in Dresden-Neustadt beginnend über den Weißen Hirsch, Bühlau und Weißig nach Dürrröhrsdorf führen sollte. Die außerordentlich hohen Baukosten und die nicht zu erwartende Rentabilität ließen das Projekt scheitern. Auch die Errichtung einer Straßenbahnlinie nach Bühlau 1899 ließ das ursprüngliche Projekt letztlich unrealistisch werden.
Am 9. Mai 1900 wurde durch den Sächsischen Landtag der Bau einer meterspurigen Sekundärbahn von Bühlau nach Dürrröhrsdorf beschlossen. Dazu wurde auch als Vorleistung ein Dreischienengleis zwischen Dresden und Bühlau gebaut. Später wurde das gesamte Projekt in den Bau einer normalspurigen Linie abgeändert.
Erst am 10. Mai 1906 begannen bei Eschdorf die Arbeiten an der Strecke. Als Endpunkt war nun Weißig bestimmt worden, dafür war die Verlängerung der Dresdner Straßenbahn bis Weißig vorgesehen. Als einziger größerer Kunstbau wurde über die Wesenitz bei Porschendorf eine Brücke aus Stampfbeton errichtet. Die Trasse schmiegte sich an die vorhandenen sanften Geländestrukturen an, so dass keine größeren Erdarbeiten ausgeführt werden mussten. Insgesamt wurden auf der knapp 15 Kilometer langen Strecke 32,5 Kilometer Schienen mit 34 Weichen verlegt, 194.200 m3 Erdmassen bewegt und 85 unbeschrankte und niveaugleiche Bahnübergänge angelegt.
Am 27. Juni 1908 wurde die neue Sekundärbahn mit einem Festzug eröffnet. Einen Tag später wurde der planmäßige Zugverkehr aufgenommen. Gleichzeitig wurde auch der Betrieb auf der neuen Straßenbahnlinie, der Bühlauer Außenbahn, eröffnet, mit deren Bau im April 1908 begonnen wurde.

### Betrieb
In den folgenden Jahren führte der Betrieb der Bahn zu einer deutlichen wirtschaftlichen Belebung in den Dörfern des Hochlandes. Der Fahrplan sah während der gesamten Betriebszeit der Bahn nur 5 bis 6 Zugpaare vor, die meist als gemischte Züge verkehrten. Ein Übergang von Frachten zur Straßenbahn erfolgte entgegen den ursprünglichen Plänen nie.
Buchmäßig wurde die Strecke zusammen mit der Bahnstrecke Neustadt–Dürrröhrsdorf als NWg-Linie (Neustadt–Weißig-Bühlau) geführt, obwohl nie ein durchgängiger Betrieb stattfand. Auch der Nullpunkt der Kilometrierung befand sich in Neustadt.
In den 1930er Jahren war eine Fortführung der Trasse durch die Dresdner Heide entlang des Prießnitztals vorgesehen, die letztlich nicht realisiert wurde. Eine solche Streckenführung wäre vor allem dem touristischen Verkehr in die Dresdner Heide zugutegekommen.

### Stilllegung
Als nach dem Zweiten Weltkrieg die Schäden im Gleisnetz der Dresdner Straßenbahn beseitigt wurden, musste oft in Ermangelung neuen Materials auf die Schienen schlecht ausgelasteter Straßenbahnnebenstrecken zurückgegriffen werden. Unter anderen wurde auch die Straßenbahnstrecke von Bühlau nach Weißig abgebaut; am 19. Februar 1949 verkehrten dort letztmals Straßenbahnzüge. Damit verlor auch die Eisenbahnstrecke ihre direkte Schienenanbindung nach Dresden.
Anfang der 1950er Jahre fiel auch die Strecke Dürrröhrsdorf–Weißig unter die Nebenstrecken der Deutschen Reichsbahn, die zur Materialgewinnung für sogenannte Schwerpunktvorhaben abgebaut werden sollten.
Am 23. April 1951 verkehrten die letzten Züge. Am Tag darauf begann der Abbau aller Gleise und Anlagen, der bereits am 23. Mai 1951 beendet war.

## Relikte
Auch heute, über sechs Jahrzehnte nach Betriebseinstellung, ist ein Großteil des ehemaligen Bahnkörpers noch erhalten. Nur die ehemaligen Bahnhofsgelände haben eine Nachnutzung erfahren, meist mit Gewerbeobjekten. In Weißig befindet sich heute anstelle des Bahngeländes das Gebäude eines Baumarktes. Der noch erhaltene Viadukt in der Ortslage Porschendorf ist das markanteste Zeugnis der ehemaligen Bahnstrecke. Direkt am Bahnhof Dürrröhrsdorf beginnt heute ein Radweg, welcher fast die gesamte Trasse bis Weißig nachnutzt.

## Galerie

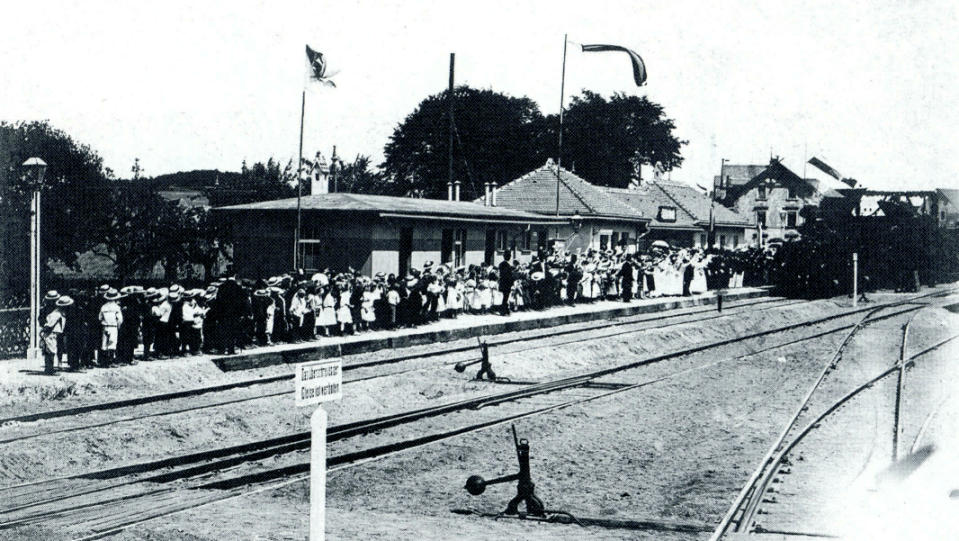
Eröffnungszug im Bahnhof Weißig-Bühlau am 1. Juli 1908
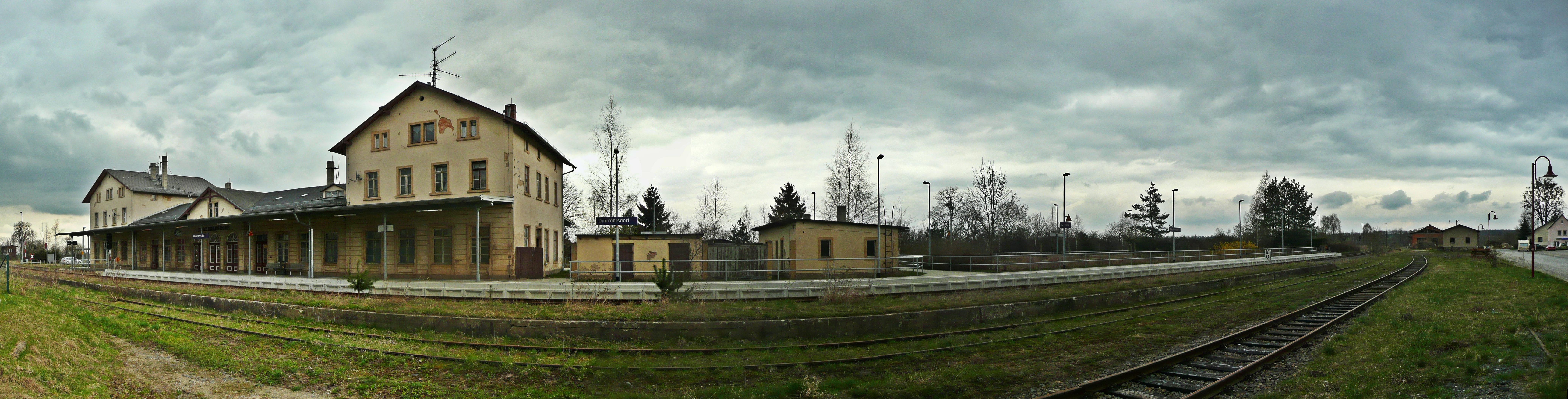
Bahnhof Dürrröhrsdorf
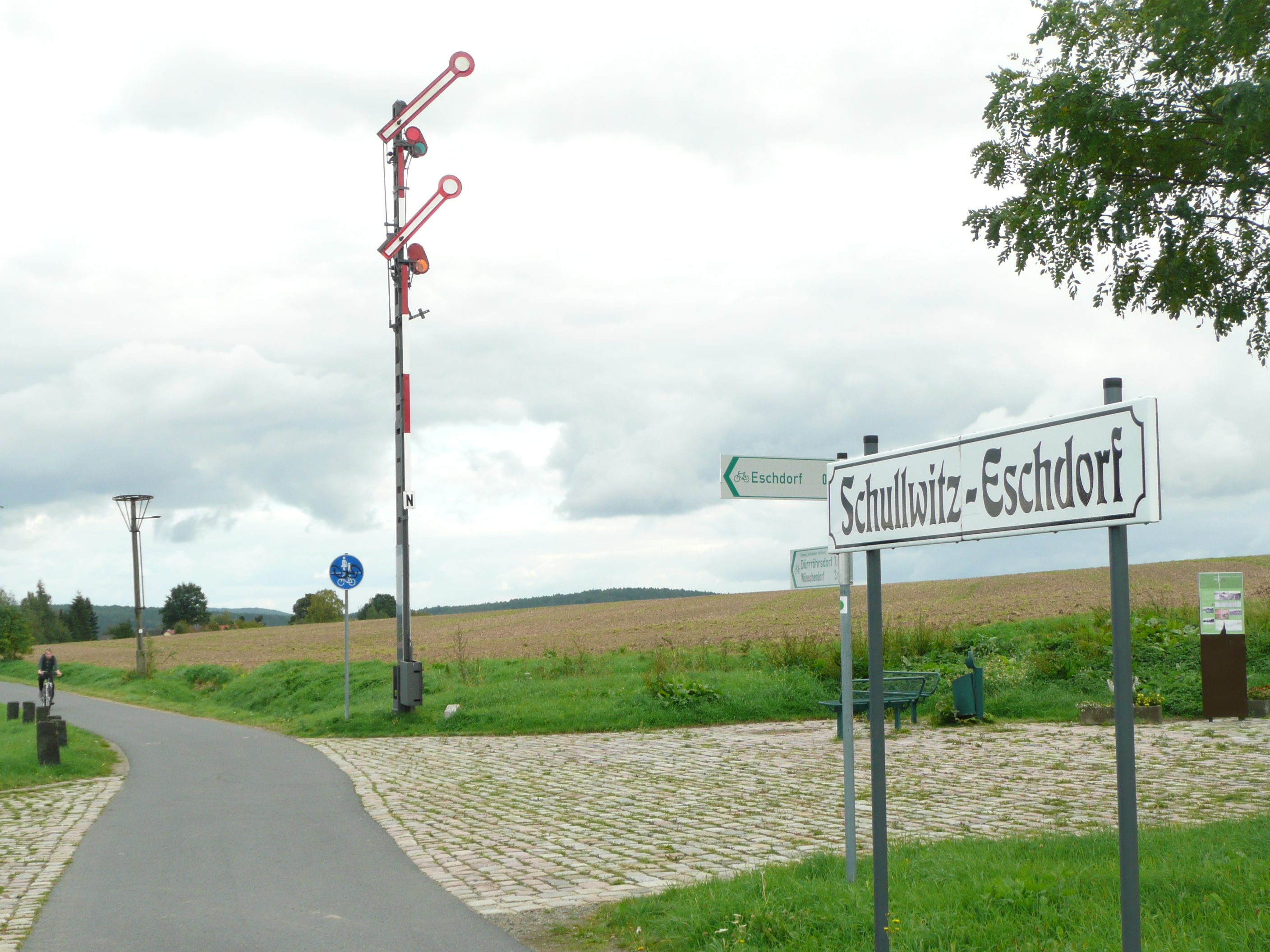
Bahnrelikte am ehemaligen Haltepunkt Schullwitz-Eschdorf
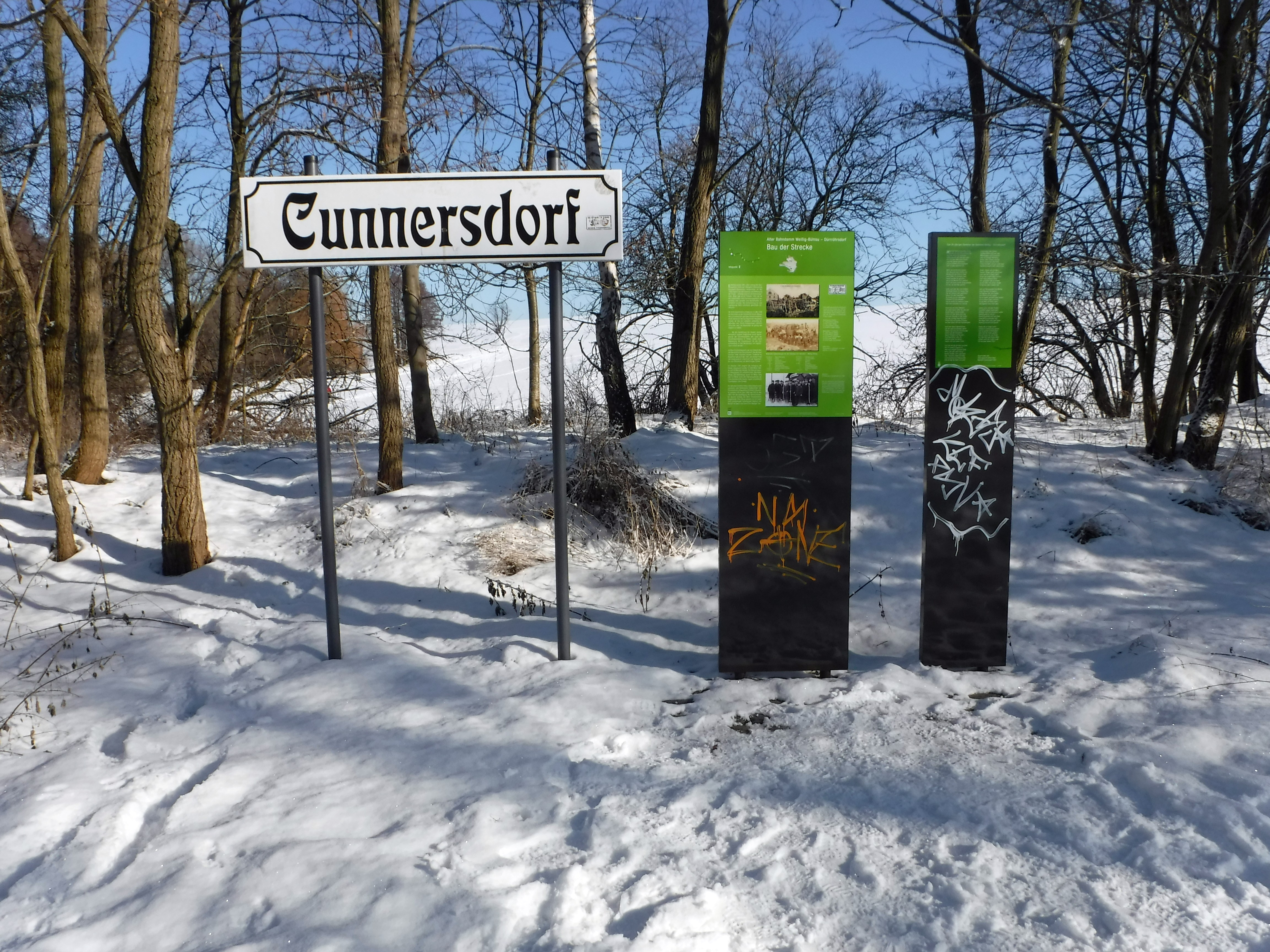
Ehemaliger Haltepunkt Cunnersdorf mit Informationstafeln zur Bahngeschichte
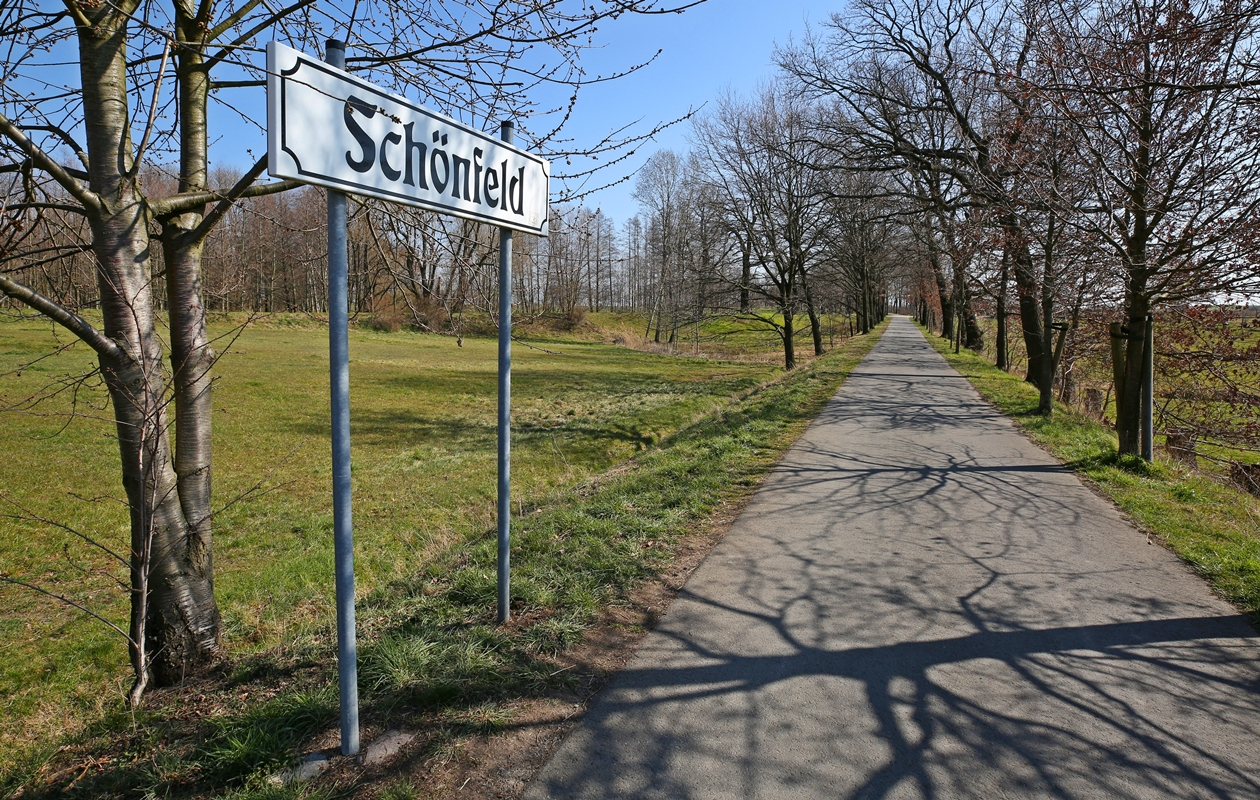
Als Fuß- und Radweg genutzer Streckenabschnitt zwischen Schullwitz und Schönfeld